# Dreiband-Europameisterschaft 1971

Logo CEB (ausrichtender Verband)

Veranstaltungsort: Geel

Die Dreiband-Europameisterschaft 1971 war das 29. Turnier in dieser Disziplin des Karambolagebillards und fand vom 20. bis 24. Januar 1971 in Geel der belgischen Provinz Antwerpen statt. Es war ein Jahr nach Geel die sechste Dreiband-Europameisterschaft in Belgien.

## Geschichte
Wieder einmal gewann Raymond Ceulemans eine Europameisterschaft mit neuem Europarekord. Im Generaldurchschnitt (GD) schraubte er die neue Bestmarke auf 1,621. Er sicherte sich damit seinen zehnten Dreiband-Titel in Folge. Er war wie fast immer in den letzten Jahren seinen Konkurrenten weit überlegen. Nur eine Bestmarke sicherte sich der Österreicher Johann Scherz. Im besten Einzeldurchschnitt hatte er sogar die Möglichkeit Ceulemans seinen Welt- und Europarekord anzugreifen. Er hatte in der Partie gegen Laurent Boulanger 58 Punkte in 22 Aufnahmen. Hätte er die beiden letzten Punkte in der nächsten Aufnahme erzielt wäre es die beste Partie die weltweit in einem Turnier gespielt wurde. Bei zwei Aufnahmen hätte er den Rekord von Ceulemans eingestellt. Leider waren es drei Aufnahmen. Somit spielte er mit 2,400 die beste Einzelpartie die bisher bei Europameisterschaften gespielt wurde. Für den deutschen Meister Hans-Dietrich Runkehl aus Düsseldorf endete die Meisterschaft bei seinem ersten internationalen Auftritt auf Platz zehn.

## Modus
Gespielt wurde in zwei Vorrundengruppen „Jeder gegen Jeden“ bis 60 Punkte mit Nachstoß/Aufnahmegleichheit. Die Gruppen bestanden aus je sechs Spielern. Die ersten Vier jeder Gruppe kamen in die Endrunde. Die Plätze fünf und sechs jeder Gruppe kamen in die Platzierungsgruppe. Die Partiepunkte aus der Vorrunde wurden in die Finalrunde mitgenommen. Auch in diesen Gruppen spielte „Jeder gegen Jeden“ auf 60 Punkte mit Nachstoß/Aufnahmegleichheit.

## Vorrunden Gruppen
| MP    | Match Points (Sieger = 2; Unentschieden = 1; Verlierer = 0) |
| Pkte. | Erzielte Karambolagen                                       |
| Aufn. | Benötigte Versuche                                          |
| GD    | Generaldurchschnitt                                         |
| BED   | Bester Einzeldurchschnitt eines Spielers                    |
| HS    | Höchstserie                                                 |
|       | Bester GD des Turniers                                      |
|       | Bester ED des Turniers                                      |
|       | Beste HS des Turniers                                       |
|       | 1. Platz (Gold)                                             |
|       | 2. Platz (Silber)                                           |
|       | 3. Platz (Bronze)                                           |

| Abschlusstabelle Vorrunden-Gruppe A | Abschlusstabelle Vorrunden-Gruppe A | Abschlusstabelle Vorrunden-Gruppe A | Abschlusstabelle Vorrunden-Gruppe A | Abschlusstabelle Vorrunden-Gruppe A | Abschlusstabelle Vorrunden-Gruppe A | Abschlusstabelle Vorrunden-Gruppe A | Abschlusstabelle Vorrunden-Gruppe A |
| Platz                               | Name                                | MP                                  | Pkte.                               | Aufn.                               | GD                                  | BED                                 | HS                                  |
| ----------------------------------- | ----------------------------------- | ----------------------------------- | ----------------------------------- | ----------------------------------- | ----------------------------------- | ----------------------------------- | ----------------------------------- |
| 1                                   | Raymond Ceulemans                   | 10:0                                | 300                                 | 178                                 | 1,685                               | 1,935                               | 13                                  |
| 2                                   | Roland Dufetelle                    | 8:2                                 | 270                                 | 271                                 | 0,996                               | 1,121                               | 8                                   |
| 3                                   | Kurt Thøgersen                      | 6:4                                 | 256                                 | 310                                 | 0,825                               | 0,909                               | 6                                   |
| 4                                   | Jacques Blanc                       | 4:6                                 | 228                                 | 370                                 | 0,616                               | 0,731                               | 9                                   |
| 5                                   | Antonio Oddo                        | 2:8                                 | 246                                 | 341                                 | 0,721                               | 0,882                               | 7                                   |
| 6                                   | Lennart Haag                        | 0:10                                | 167                                 | 332                                 | 0,503                               | –                                   | 6                                   |
| Gruppendurchschnitt: 0,814          |                                     |                                     |                                     |                                     |                                     |                                     |                                     |

| Abschlusstabelle Vorrunden-Gruppe B | Abschlusstabelle Vorrunden-Gruppe B | Abschlusstabelle Vorrunden-Gruppe B | Abschlusstabelle Vorrunden-Gruppe B | Abschlusstabelle Vorrunden-Gruppe B | Abschlusstabelle Vorrunden-Gruppe B | Abschlusstabelle Vorrunden-Gruppe B | Abschlusstabelle Vorrunden-Gruppe B |
| Platz                               | Name                                | MP                                  | Pkte.                               | Aufn.                               | GD                                  | BED                                 | HS                                  |
| ----------------------------------- | ----------------------------------- | ----------------------------------- | ----------------------------------- | ----------------------------------- | ----------------------------------- | ----------------------------------- | ----------------------------------- |
| 1                                   | Johann Scherz                       | 10:0                                | 300                                 | 248                                 | 1,209                               | 2,400                               | 9                                   |
| 2                                   | Laurent Boulanger                   | 8:2                                 | 267                                 | 239                                 | 1,117                               | 1,363                               | 7                                   |
| 3                                   | Rini van Bracht                     | 4:6                                 | 267                                 | 302                                 | 0,884                               | 0,845                               | 9                                   |
| 4                                   | Antonio Morais Vinagre              | 4:6                                 | 266                                 | 316                                 | 0,841                               | 1,111                               | 7                                   |
| 5                                   | Claudio Nadal                       | 2:8                                 | 271                                 | 289                                 | 0,937                               | 1,224                               | 11                                  |
| 6                                   | Hans-Dietrich Runkehl               | 2:8                                 | 226                                 | 278                                 | 0,812                               | 0,983                               | 7                                   |
| Gruppendurchschnitt: 0,995          |                                     |                                     |                                     |                                     |                                     |                                     |                                     |

## Platzierungs Gruppen
| Platzierungsrunde | Platzierungsrunde     | Platzierungsrunde | Platzierungsrunde | Platzierungsrunde | Platzierungsrunde | Platzierungsrunde | Platzierungsrunde |
| Platz             | Name                  | MP                | Pkte.             | Aufn.             | GD                | BED               | HS                |
| ----------------- | --------------------- | ----------------- | ----------------- | ----------------- | ----------------- | ----------------- | ----------------- |
| 1                 | Claudio Nadal         | 4:0               | 120               | 151               | 0,794             | 0,869             | 6                 |
| 2                 | Antonio Oddo          | 2:2               | 115               | 144               | 0,798             | 0,800             | 8                 |
| 3                 | Hans-Dietrich Runkehl | 2:2               | 109               | 142               | 0,767             | 0,895             | 6                 |
| 4                 | Lennart Haag          | 0:4               | 82                | 149               | 0,550             | –                 | 5                 |

| Endrunde | Endrunde               | Endrunde | Endrunde | Endrunde | Endrunde | Endrunde | Endrunde |
| Platz    | Name                   | MP       | Pkte.    | Aufn.    | GD       | BED      | HS       |
| -------- | ---------------------- | -------- | -------- | -------- | -------- | -------- | -------- |
| 1        | Raymond Ceulemans      | 8:0      | 240      | 155      | 1,548    | 1,714    | 14       |
| 2        | Johann Scherz          | 5:3      | 213      | 201      | 1,059    | 1,333    | 8        |
| 3        | Laurent Boulanger      | 5:3      | 213      | 222      | 0,959    | 1,333    | 9        |
| 4        | Rini van Bracht        | 4:4      | 214      | 193      | 1,108    | 1,463    | 6        |
| 5        | Jacques Blanc          | 4:4      | 196      | 220      | 0,890    | 1,090    | 9        |
| 6        | Kurt Thøgersen         | 3:5      | 214      | 271      | 0,789    | 0,810    | 6        |
| 7        | Antonio Morais Vinagre | 2:6      | 202      | 232      | 0,870    | 0,909    | 8        |
| 8        | Roland Dufetelle       | 1:7      | 196      | 202      | 0,970    | 1,200    | 8        |

## Abschlusstabelle
| Endrunde                   | Endrunde               | Endrunde | Endrunde | Endrunde | Endrunde | Endrunde | Endrunde |
| Platz                      | Name                   | MP       | Pkte.    | Aufn.    | GD       | BED      | HS       |
| -------------------------- | ---------------------- | -------- | -------- | -------- | -------- | -------- | -------- |
| 1                          | Raymond Ceulemans      | 18:0     | 540      | 333      | 1,621    | 1,935    | 14       |
| 2                          | Johann Scherz          | 15:3     | 513      | 449      | 1,142    | 2,400    | 9        |
| 3                          | Laurent Boulanger      | 13:5     | 480      | 461      | 1,041    | 1,363    | 9        |
| 4                          | Roland Dufetelle       | 9:9      | 466      | 473      | 0,985    | 1,200    | 8        |
| 5                          | Kurt Thøgersen         | 9:9      | 470      | 581      | 0,808    | 0,952    | 6        |
| 6                          | Rini van Bracht        | 8:10     | 481      | 495      | 0,971    | 1,463    | 9        |
| 7                          | Jacques Blanc          | 8:10     | 424      | 590      | 0,718    | 1,090    | 9        |
| 8                          | Antonio Morais Vinagre | 6:12     | 468      | 548      | 0,854    | 1,111    | 8        |
| 9                          | Claudio Nadal          | 6:8      | 391      | 440      | 0,888    | 1,224    | 11       |
| 10                         | Hans-Dietrich Runkehl  | 4:10     | 335      | 420      | 0,797    | 0,983    | 7        |
| 11                         | Antonio Oddo           | 4:10     | 361      | 485      | 0,744    | 0,882    | 8        |
| 12                         | Lennart Haag           | 0:14     | 249      | 481      | 0,517    | –        | 6        |
| Turnierdurchschnitt: 0,899 |                        |          |          |          |          |          |          |